# Michele Mian
Michele Mian (né le 18 juillet 1973 à Gorizia, dans la province du même nom) est un joueur de basket-ball Italien, qui joue aux postes de meneur et d'arrière.

## Biographie
Michele Mian a été membre de la sélection italienne de 1997 à 2004. Il a été sacré champion d'Europe en 1999 et il a remporté une médaille de bronze au championnat d'Europe 2003 et la médaille d'argent aux Jeux olympiques 2004.

## Distinctions
- Ordre du Mérite de la République italienne[1] le 27 septembre 2004